# Halásztelek
Halásztelek  este un oraș în districtul Szigetszentmiklós, județul Pesta, Ungaria, având o populație de 8.752 de locuitori (2011). 

## Demografie
Componența etnică a orașului Halásztelek
     Maghiari (94,51%)
     Germani (1,04%)
     Necunoscut (1,55%)
     Alții (2,9%)
Componența confesională a orașului Halásztelek
     Romano-catolici (26,07%)
     Fără religie (24,38%)
     Reformați (11,87%)
     Greco-catolici (3,88%)
     Atei (1,95%)
     Necunoscută (30,87%)
     Luterani (0,96%)
     Alte religii (2,53%)
Conform recensământului din 2011, orașul Halásztelek avea 8.752 de locuitori. Din punct de vedere etnic, majoritatea locuitorilor (94,51%) erau maghiari, cu o minoritate de germani (1,04%). Apartenența etnică nu este cunoscută în cazul a 1,55% din locuitori. Nu există o religie majoritară, locuitorii fiind romano-catolici (26,07%), persoane fără religie (24,38%), reformați (11,87%), greco-catolici (3,88%) și atei (1,95%). Pentru 30,87% din locuitori nu este cunoscută apartenența confesională.